# Eutanyacra licitatoria
Eutanyacra licitatoria là một loài tò vò trong họ Ichneumonidae.